# 杨伟光
杨伟光（1935年—2014年9月20日），男，广东梅县人，客家人，中国媒体人，曾任中央电视台台长，第九届中國人民政治協商會議全國委員會常務委、教科文卫体委员会副主任，第十届全国政协委员、教科文卫体委员会副主任，中國文學藝術界聯合會副主席，中国电视艺术家协会主席、分党组书记。在央视工作期间，推出了《新闻联播》、《焦点访谈》、《东方时空》等知名栏目，推进了央视的改革。他还执掌过《开国领袖毛泽东》、《长征》、 《邓小平在1950》、《太平天国》等电视剧的制片工作，并筹拍了情景喜剧《家有儿女》。

## 生平
1956年10月加入中国共产党，1961年毕业于中国人民大学新闻系（当时是北京大学中文系新闻专业，后并入中国人民大学新闻系），后到中央人民广播电台工作，历任编辑、记者、副主任、副台长。1985年调任中国中央电视台副台长，1991年12月任中央电视台台长。1994年5月任广播电影电视部党组成员、副部长兼中央电视台台长。1999年2月离任中央电视台台长。2002年9月任上海交通大学媒体与设计学院院长。
2013年9月23日曾出席世界客商大会开幕式。
2014年9月20日晚上，杨伟光因病去世，享年79岁。

## 采访
杨伟光在退休后的2007年接受《南方周末》访谈时曾就克拉玛依大火表示他曾经叫停过《焦点访谈》记者制作的一个报导纪录片：
|                                                  | 我不是没有枪毙过节目，我枪毙过。一个时期，有一个“度”的把握问题，不然为什么要审查？最典型的一次，克拉玛依大火死了一些小孩，我看完这个节目，节目做得很好，也很感人，但我说克拉玛依的群众情绪躁动得很厉害，我说这个节目播了以后，是会对当地群众情绪的一种平息，还是火上浇油？如果火上浇油的话，就不能播，如果能平息他们的情绪，不会闹事那就可以。问题是那边已经白热化了，你现在播了这个，会使那些失去孩子的父母亲友愤怒起来以后，向领导立马施加压力。结果那记者哭着抬不起头。三天以后，中宣部发出正式通知，克拉玛依有关报道不要再报，局势很不稳定。大家说杨台（注：“杨伟光台长”简称）把节目压了是对的。 |
| ——时任中国中央电视台台长杨伟光，《南方周末》采访 | |